# Malmesbury Market Cross
Malmesbury Market Cross è una croce di mercato che si trova al centro di Malmesbury nella contea del Wiltshire, Sud Ovest dell'Inghilterra, Regno Unito. Il monumento, che risale alla fine del XV secolo, viene considerato un monumento classificato di primo grado per il suo particolare interesse storico e architettonico.

## Storia

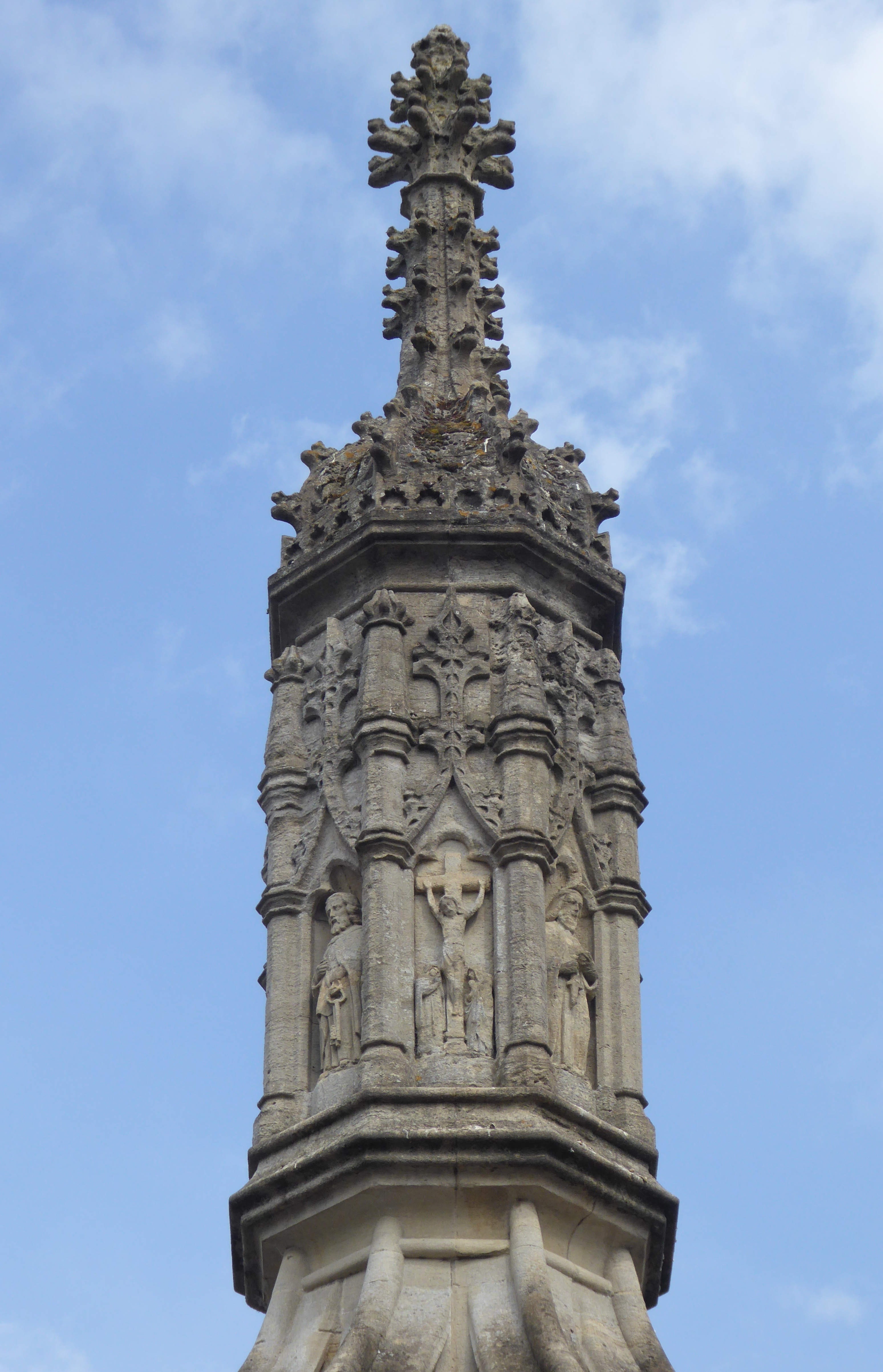
Guglia superiore della croce del mercato di Malmesbury

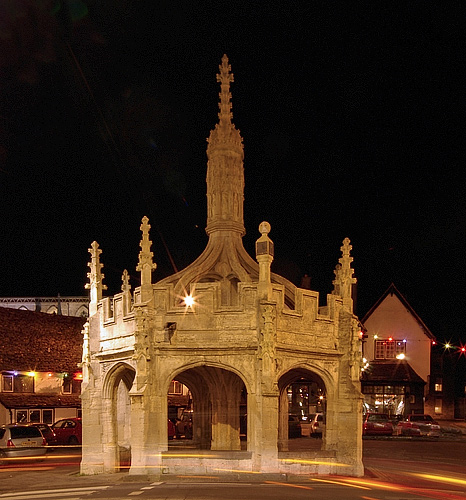
Immagine notturna della struttura

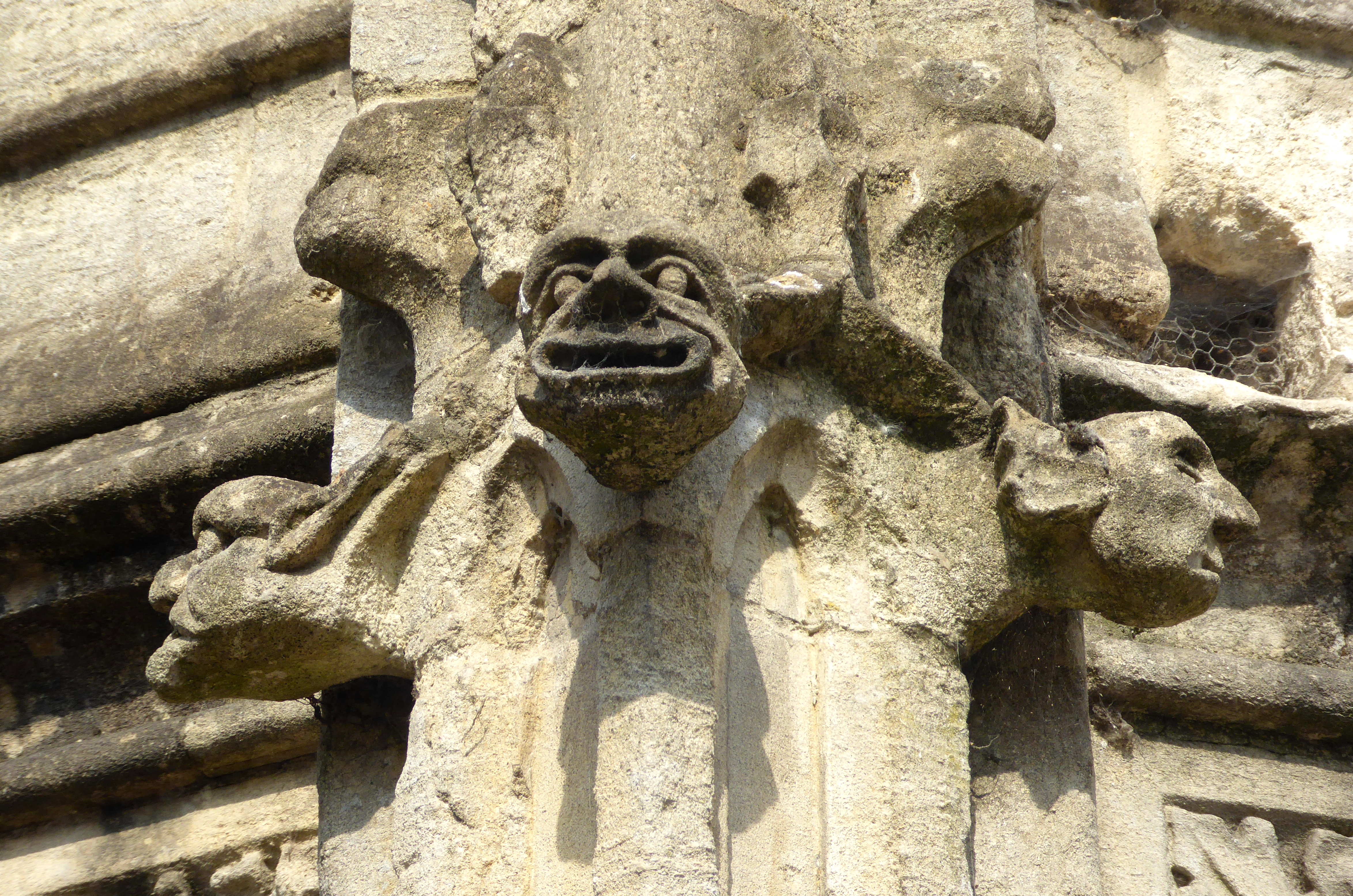
Particolare della piccola costruzione

La croce di mercato di Malmesbury fu costruita tra la fine del XV secolo e l'inizio del secolo successivo. Venne ristrutturata intorno al 1800 dal conte di Suffolk e fu oggetto di interventi per restaurarla tra il 1909 e il 1912 e ancora tra il 1949 e il 1950. Secondo documentazioni risalenti alla metà del XVI secolo fu costruita, come altre analoghe strutture, per poter essere utilizzata dai poveri del mercato per stare al coperto quando pioveva. Il traffico moderno ha causato diversi danni al piccolo edificio, come la perdita di un suo pinnacolo.

## Descrizione
Malmesbury Market Cross si trova al centro dell'abitato di Malmesbury nel Sud Ovest dell'Inghilterra, Regno Unito. Si tratta di una piccola struttura a base ottagonale su albero centrale con arcate aperte e volta a botte al piano terra e si tratta di un esempio eccellente di croce di mercato di questo periodo. Costruita in pietra calcarea presenta otto facciate ognuna con un arco aperto con un basso basamento e due ingressi principali rivolti a sud ovest e a nord est, con pennacchi arricchiti di decorazioni a foglia sotto un gocciolatoio e un parapetto merlato. I contrafforti angolari hanno pinnacoli finemente incisi. La grande lanterna posta sopra il tetto è sostenuta da
archi rampanti a rullo con cimasa e modellati a cuspide, con sculture raffiguranti i santi e la Crocifissione. La parte coperta interna ha un fusto centrale ottagonale con colonne attaccate e una panca bassa, con colonne abbinate all'interno dei contrafforti, e sostiene una volta a botte con bugne.

## Monumento classificato
Malmesbury Market Cross dal 18 gennaio 1949 viene giudicata una struttura di particolare interesse storico e architettonico in Inghilterra o Galles, classificata come monumento di primo grado.